# 高井大輔 (神職)
高井 大輔（たかい だいすけ）は、日本の神職。貴船神社宮司。

## 生涯
1975年（昭和50年）、高井和大の長男として東京都に生まれる。國學院大學文学部神道学科を卒業した。卒業後は、大阪の建築設計事務所に勤務していた。
2009年（平成21年）石清水八幡宮権禰宜に就任した。さらに父が宮司を務める貴船神社権禰宜に転任、2020年（令和2年）に同社禰宜に昇任した。父の帰幽を承けて2021年（令和3年）12月1日に神社本庁より同社宮司に任命。

## 出演
- 『ブラタモリ』第206回「京都・鴨川」（2022年6月18日、NHK総合）

### 新聞記事
- 『神社新報』2021年12月6日、2面。

### ウェブサイト
- 佐藤美千代「京都）疫病退散！　ショウブの邪気払い　貴船神社」 - ウェイバックマシン（2020年5月6日アーカイブ分） - 『朝日新聞』2020年5月6日。
- 高井和大氏（京都市左京区・貴船神社宮司、元神社新報社編輯長） - ウェイバックマシン（2021年12月15日アーカイブ分） - 『中外日報』2021年12月1日。
- 金剛流京都能楽紀行「貴船神社禰宜高井大輔（たかいだいすけ）」 - ウェイバックマシン（2022年5月13日アーカイブ分） - “特別ゲスト”. 2022年5月14日閲覧。